# Campeonato Catarinense de Futebol de 1963
O Campeonato Catarinense de Futebol de 1963 foi a 38ª edição do principal torneio de futebol de Santa Catarina. A competição, que também ficou conhecida como Torneio Luiza Mello, foi disputada pelo sistema de pontos corridos, com todos os participantes enfrentando-se duas vezes (turno e returno). Sagrou-se campeã a equipe do Clube Náutico Marcílio Dias, da cidade de Itajaí.

## Equipes Participantes
O Campeonato Catarinense de 1963 teve a participação de 10 equipes. O Esporte Clube Metropol, então tricampeão estadual (1960, 1961 e 1962), não participou da edição de 1963.
| Equipe                          | Município     | Estádio                  |
| ------------------------------- | ------------- | ------------------------ |
| Grêmio Esportivo Olímpico       | Blumenau      | Alameda Rio Branco       |
| Palmeiras Esporte Clube         | Blumenau      | Aderbal Ramos da Silva   |
| Clube Atlético Carlos Renaux    | Brusque       | Augusto Bauer            |
| Clube Esportivo Paysandu        | Brusque       | Cônsul Carlos Renaux     |
| Avaí Futebol Clube              | Florianópolis | Adolpho Konder           |
| Figueirense Futebol Clube       | Florianópolis | Adolpho Konder           |
| Clube Náutico Almirante Barroso | Itajaí        | Camilo Mussi (R. Silva)  |
| Clube Náutico Marcílio Dias     | Itajaí        | Dr. Hercílio Luz         |
| América Futebol Clube           | Joinville     | Olímpico (Joinville)     |
| Caxias Futebol Clube            | Joinville     | Ernesto Schlemm Sobrinho |

## Aspectos Históricos
O Campeonato Catarinense de 1962 avançou pelo ano de 1963 e não houve tempo para organizar o certame estadual nos moldes da época, ou seja, com a realização das competições das ligas regionais primeiro e depois a fase estadual propriamente dita. A Federação Catarinense de Futebol (FCF), então, decidiu promover o Torneio Luiza Mello, competição que homenageava a esposa do então presidente da FCF, Osni Mello. Nem todos os clubes se interessaram em participar, entre eles o Esporte Clube Metropol, campeão catarinense das três temporadas anteriores. Em 1983, na gestão Pedro Lopes, a FCF decidiu reconhecer o Torneio Luiza Mello como o Campeonato Catarinense de 1963, homologando assim o Clube Náutico Marcílio Dias como legítimo campeão estadual de 1963.

## Tabela
Resultados extraídos do livro "Torneio Luiza Mello - Marcílio Dias Campeão Catarinense de 1963", de Fernando Alécio.
1º rodada:
03/11/1963 – Figueirense 1 x 2 Marcílio Dias
03/11/1963 – Barroso 2 x 2 Avaí
03/11/1963 – América 1 x 3 Carlos Renaux
03/11/1963 – Paysandu 0 x 1 Olímpico
06/11/1963 – Palmeiras 2 x 1 Caxias
2º rodada:
10/11/1963 – Marcílio Dias 3 x 2 América
10/11/1963 – Avaí 3 x 1 Palmeiras
10/11/1963 – Caxias 5 x 1 Paysandu
13/11/1963 – Olímpico 0 x 1 Barroso
01/03/1964 – Carlos Renaux 0 x 1 Figueirense (jogo adiado devido ao mau tempo)
3º rodada:
15/11/1963 – Avaí 2 x 2 Figueirense
17/11/1963 – Barroso 0 x 0 Marcílio Dias
17/11/1963 – Palmeiras 2 x 0 Olímpico
17/11/1963 – Caxias 2 x 1 América
17/11/1963 – Paysandu 2 x 1 Carlos Renaux
4º rodada:
24/11/1963 – Paysandu 1 x 8 Marcílio Dias
24/11/1963 – Barroso 1 x 2 Caxias
24/11/1963 – América 5 x 0 Avaí
24/11/1963 – Figueirense 1 x 2 Olímpico
27/11/1963 – Palmeiras 2 x 4 Carlos Renaux
5º rodada:
01/12/1963 – Marcílio Dias 2 x 1 Palmeiras
01/12/1963 – Carlos Renaux 3 x 3 Barroso
01/12/1963 – Caxias 3 x 2 Figueirense
01/12/1963 – Avaí 6 x 0 Paysandu
04/12/1963 – Olímpico 0 x 2 América
6º rodada:
08/12/1963 – Caxias 0 x 1 Marcílio Dias
08/12/1963 – Barroso 6 x 0 Paysandu
08/12/1963 – Palmeiras 0 x 2 América
08/12/1963 – Carlos Renaux 5 x 3 Olímpico
Obs.: Avaí e Figueirense folgaram.
7º rodada:
11/12/1963 - Palmeiras 2 x 2 Figueirense
11/12/1963 - Avaí 5 x 1 Carlos Renaux
11/12/1963 - Paysandu 1 x 2 América
01/03/1964 - Caxias 5 x 1 Olímpico (jogo adiado)
Obs.: Marcílio Dias e Barroso folgaram.
8º rodada:
15/12/1963 – Marcílio Dias 2 x 1 Avaí
15/12/1963 – Carlos Renaux 1 x 2 Caxias
15/12/1963 – América 1 x 2 Barroso
15/12/1963 – Figueirense 1 x 1 Paysandu
Obs.: Palmeiras e Olímpico folgaram.
9º rodada:
22/12/1963 – Marcílio Dias 4 x 0 Carlos Renaux
22/12/1963 – Olímpico 4 x 2 Avaí
22/12/1963 – Figueirense 4 x 2 Barroso
22/12/1963 – Paysandu 3 x 4 Palmeiras
Obs.: Caxias e América folgaram.
10º rodada:
05/01/1964 – Avaí 1 x 2 Caxias
05/01/1964 – América 1 x 1 Figueirense
08/01/1964 – Olímpico 0 x 1 Marcílio Dias
01/03/1964 – Barroso 3 x 1 Palmeiras (jogo adiado)
Obs.: Carlos Renaux e Paysandu folgaram.
11º rodada:
12/01/1964 – Marcílio Dias 2 x 2 Figueirense
12/01/1964 – Caxias 2 x 1 Palmeiras
12/01/1964 – Avaí 3 x 2 Barroso
12/01/1964 – Carlos Renaux 2 x 3 América
11/03/1964 – Olímpico 7 x 1 Paysandu (jogo adiado)
12º rodada:
19/01/1964 – América 2 x 2 Marcílio Dias
19/01/1964 – Paysandu 0 x 6 Caxias
19/01/1964 – Figueirense 2 x 1 Carlos Renaux
22/01/1964 – Palmeiras 1 x 2 Avaí
Obs.: O jogo Barroso x Olímpico foi adiado “sine die”.
13º rodada:
26/01/1964 – Marcílio Dias 3 x 0 Paysandu
26/01/1964 – Caxias 0 x 0 Barroso
26/01/1964 – Olímpico 1 x 3 Figueirense
26/01/1964 – Carlos Renaux 3 x 0 Palmeiras
26/01/1964 – Avaí 1 x 1 América
14º rodada:
01/02/1964 – Barroso 4 x 1 Carlos Renaux
02/02/1964 – Palmeiras 2 x 0 Marcílio Dias
02/02/1964 – América 3 x 3 Olímpico
02/02/1964 – Figueirense 1 x 1 Caxias
04/03/1964 – Paysandu 1 x 3 Avaí (jogo adiado)
15º rodada:
05/02/1964 – Marcílio Dias 4 x 0 Caxias
05/02/1964 – Paysandu 2 x 2 Barroso
05/02/1964 – Figueirense 1 x 2 Avaí
05/02/1964 – Olímpico 3 x 2 Carlos Renaux
05/02/1964 – América 0 x 0 Palmeiras
16º rodada:
16/02/1964 – Marcílio Dias 0 x 1 Barroso
16/02/1964 – Olímpico 2 x 1 Caxias
16/02/1964 – Figueirense 3 x 2 Palmeiras
16/02/1964 – Carlos Renaux 3 x 4 Avaí
17/02/1964 – América 2 x 1 Paysandu
17º rodada:
19/02/1964 – Avaí 1 x 2 Marcílio Dias
19/02/1964 – Barroso 2 x 0 América
19/02/1964 – Paysandu 0 x 1 Figueirense
19/02/1964 – Olímpico 4 x 0 Palmeiras
20/02/1964 – Caxias 4 x 0 Carlos Renaux
18º rodada:
22/02/1964 – Avaí 4 x 2 Olímpico
23/02/1964 – Carlos Renaux 1 x 4 Marcílio Dias (Marcílio Dias campeão com uma rodada de antecipação)
23/02/1964 – Caxias 0 x 1 América
23/02/1964 – Barroso 3 x 2 Figueirense
23/02/1964 – Palmeiras 4 x 2 Paysandu
19º rodada:
26/02/1964 – Marcílio Dias 3 x 1 Olímpico
26/02/1964 – Palmeiras 1 x 2 Barroso
26/02/1964 – Figueirense 3 x 1 América
26/02/1964 – Carlos Renaux 1 x 0 Paysandu
08/03/1964 – Caxias x Avaí (WO)
Obs.: O jogo Caxias x Avaí não foi realizado porque um dos veículos que transportava a delegação avaiana capotou a caminho de Joinville. Foi remarcado para 8 de março, mas o Caxias preferiu não jogar, sendo o Avaí declarado vencedor por WO.

## Jogo do Título
O Marcílio Dias conquistou o título com uma rodada de antecipação, ao vencer o Carlos Renaux, em Brusque, pelo placar de 4 a 1.
| 23 de fevereiro de 1964 | Carlos Renaux | 1 – 4 | Marcílio Dias                                   | Estádio Augusto Bauer, Brusque          |
|                         | Badinho 28'   |       | 42' Ratinho · 55' Renê · 62' Aquiles · 81' Renê | Renda: Cr$ 222.70,00 Árbitro: Arno Boos |

Carlos Renaux: Aurélio; Bianchini, Sardo, Adelfo (Baiano) e Merísio; Badinho e Araújo (Zeca); Petrusky, Wilson, Vinícius (Miltinho) e Bossinha. Técnico: Norival Mosimann.
Marcílio Dias: Jorge; Djalma, Marzinho, Joel Santana e Joel Reis; Sombra e Odilon; Renê, Aquiles, João Caetano (Salvador) e Ratinho. Técnico: Milton Gonçalves.

## Classificação
1º - Marcílio Dias (campeão), 7 pontos perdidos;
2º - Almirante Barroso, 11 pontos perdidos;
3º - Avaí, 13 pontos perdidos;
4º - Caxias, 14 pontos perdidos;
5º - Figueirense, 16 pontos perdidos;
6º - América, 17 pontos perdidos;
7º - Olímpico, 19 pontos perdidos;
8º - Palmeiras, 24 pontos perdidos;
9º - Carlos Renaux, 25 pontos perdidos;
10º - Paysandu, 32 pontos perdidos.

## Artilheiro
Cavalazzi (Avaí) - 12 gols

## Outras estatísticas
Maior renda
Palmeiras x Olímpico (Cr$ 743.770,00)
Clube que mais arrecadou
Marcílio Dias (Cr$ 4.234.630,00)